# Réserve naturelle nationale de la plaine des Maures
Ne doit pas être confondu avec Plaine des Maures.
La réserve naturelle nationale de la plaine des Maures (RNN171) est une réserve naturelle nationale située en région Provence-Alpes-Côte d'Azur dans le département du Var. La réserve naturelle a été créée en 2009 et occupe une surface de 5 276 ha au nord du massif des Maures, en bordure sud-est de la plaine des Maures. Elle constitue le noyau provençal le plus important pour la tortue d'Hermann.
En août 2021, les incendies détruisent une grande partie de la réserve naturelle,.

## Localisation

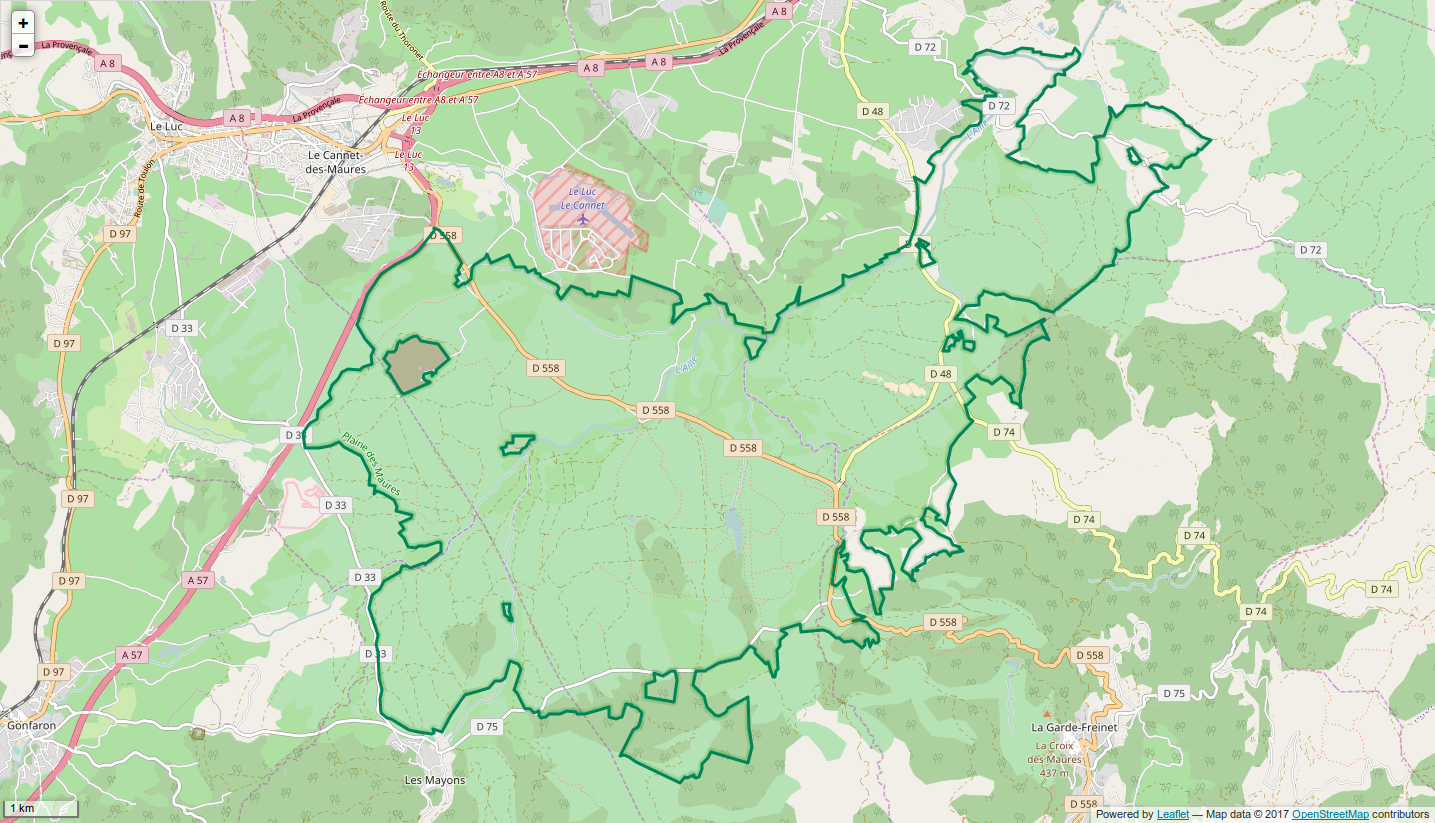
Périmètre de la réserve naturelle.

Située dans le Var, la plaine des Maures s'étend sur une surface de plus de 13 000 ha. Elle est limitée au nord et à l'ouest par des collines calcaires, tandis qu'au sud et à l'est, les crêtes septentrionales du massif des Maures encadrent le site. Le territoire de la réserve naturelle couvre une surface de 5 276 ha au sein de ce massif sur les communes de La Garde-Freinet, Le Cannet-des-Maures, Le Luc-en-Provence, Les Mayons et Vidauban.

## Histoire du site et de la réserve

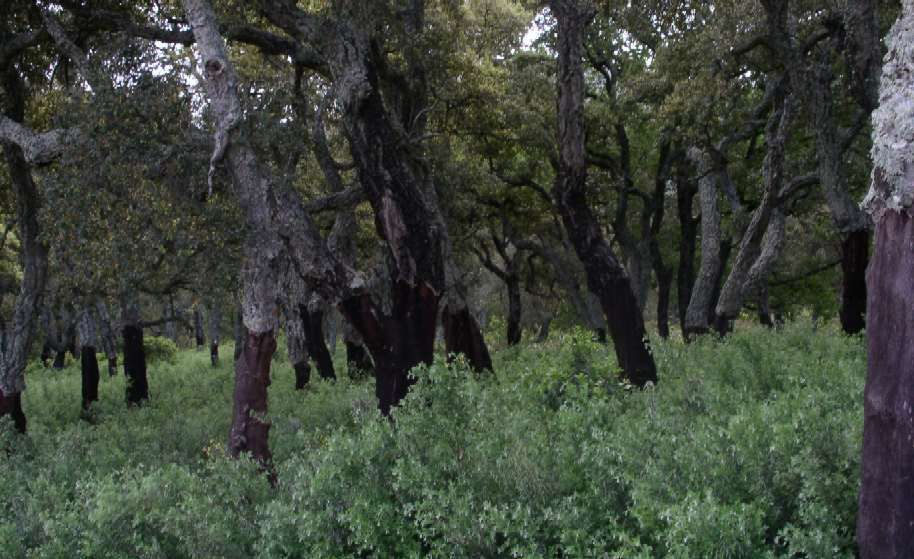
Chênaie dans le Massif des Maures.

Au XIXe siècle, la Plaine des Maures accueillait des activités sylvicoles (exploitation des Chênes-lièges et Pins pignons), pastorales (élevage ovin) et agricoles (vignes, oliveraies et champs de céréales).
Dès 1991, l'idée de la création d'une réserve naturelle dans la Plaine des Maures est formulée par le Comité permanent de la Convention de Berne dans le but de protéger la tortue d'Hermann. En 2001 est mis en place un comité de pilotage commun à Natura 2000 et au projet de réserve naturelle. L’Office national des forêts est désigné comme opérateur local. La même année, le CNPN donne un avis favorable au dossier. En 2003, la mise en place de Natura 2000 retarde l'enquête publique qui ne démarre qu'en février 2007. Enfin le 23 juin 2009, la réserve naturelle est créée.
À noter que le décret fait l'objet d'un recours par des opposants au projet. Ce recours est rejeté en 2010 par le Conseil d'État.
En août 2021, des incendies dont la source est proche d'une aire d'autoroute détruisent par le feu entre 60 et 80 % de la surface de la réserve naturelle.
Après la création du parc naturel régional du Mont-Ventoux en juillet 2020, des élus locaux souhaitent le classement de la réserve naturelle nationale en tant que dixième parc naturel régional de Provence-Alpes-Côte d'Azur afin d'augmenter son niveau de protection et les moyens alloués.

## Écologie (biodiversité, intérêt écopaysager…)

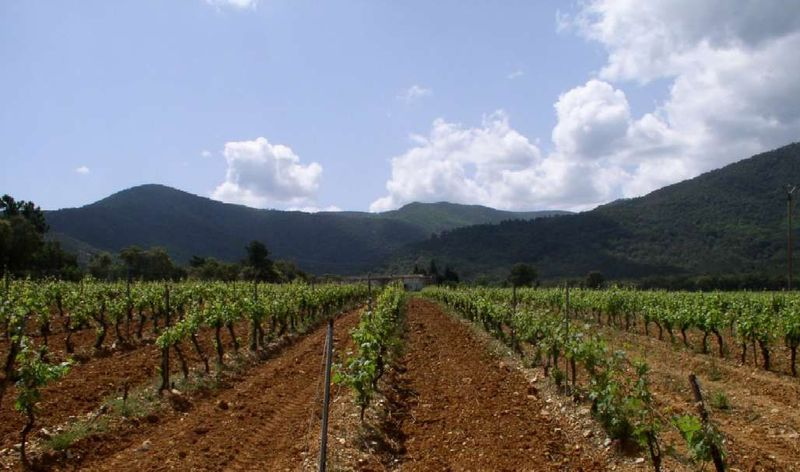
Vignes dans la Plaine des Maures

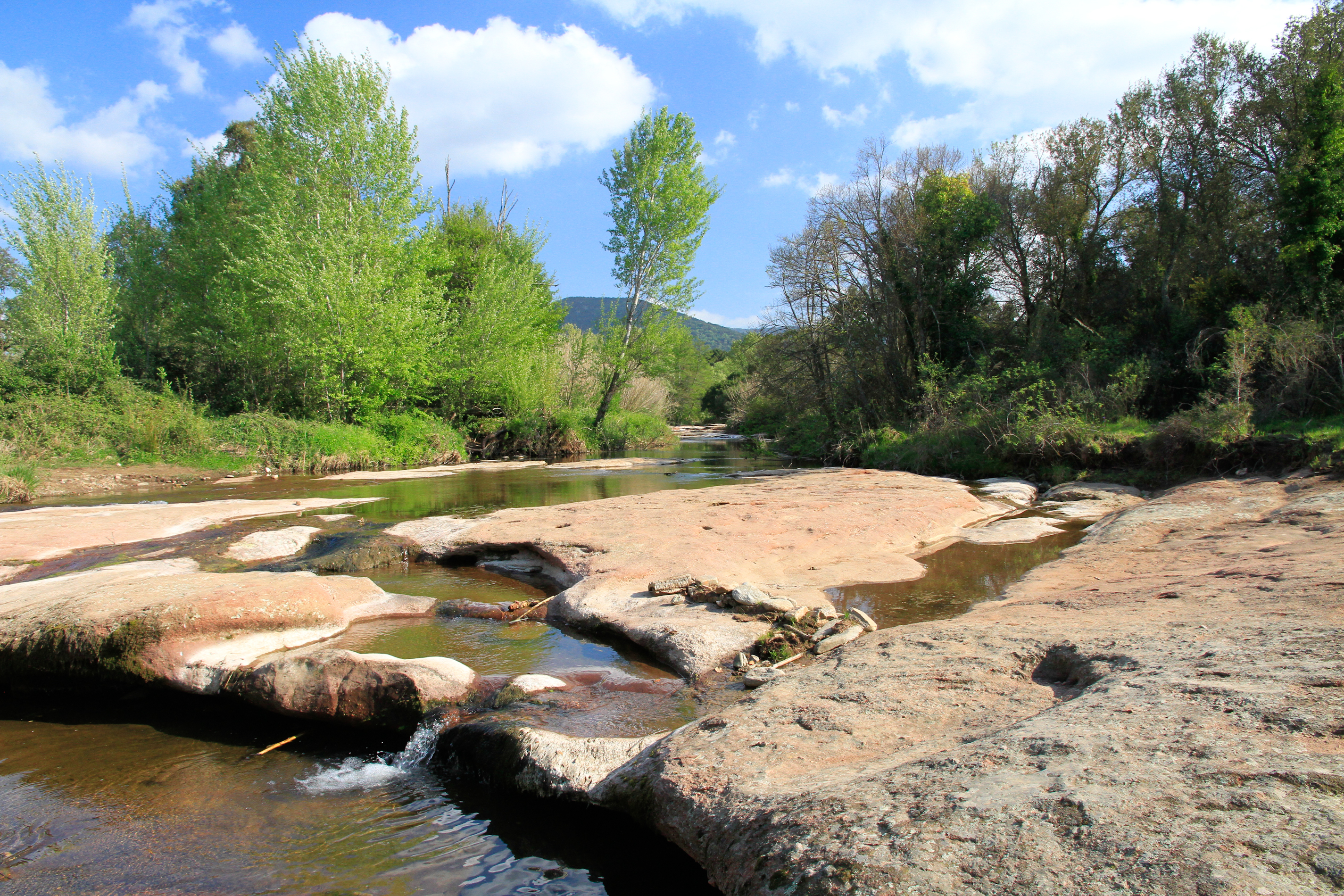
Le Mourrefrey

Unique en France, ce territoire renferme une biodiversité exceptionnelle en région méditerranéenne, ainsi qu'un paysage de grande valeur. La diversité d'habitats naturels en mosaïque (chênaies, pinèdes, pelouses, mares temporaires, maquis, dalles de grès, prairies...) constitue des milieux favorables à un grand nombre d'espèces patrimoniales remarquables, voire menacées. En particulier la plaine des Maures constitue le noyau provençal le plus important de la tortue d'Hermann, qui n'est plus présente en France que dans le Var et en Corse et qui fait l'objet d'un plan national d'actions.
La Plaine des Maures est essentiellement couverte de maquis, de Chênes-lièges et de majestueux Pins parasols qui enserrent 2 lacs artificiels, initialement créés pour lutter contre les feux de forêts : le lac des Escarcets et le lac des Aurèdes. Ces retenues d’eau ont favorisé l’installation d’une belle roselière et d’une ripisylve qui attirent de nombreux oiseaux. Enfin, ruisseaux et mares temporaires, alimentés par les pluies, constituent des habitats naturels particulièrement sensibles au piétinement, comme les pelouses à Hélianthèmes.
La grande originalité de la Plaine des Maures est principalement liée à la nature des sols (siliceux, compacts et relativement imperméables), permettant l’existence d’un réseau hydrographique aux mailles très serrées. On trouve de nombreuses mares et ruisselets temporaires dont la richesse biologique spécifique est internationalement reconnue.

### Géologie

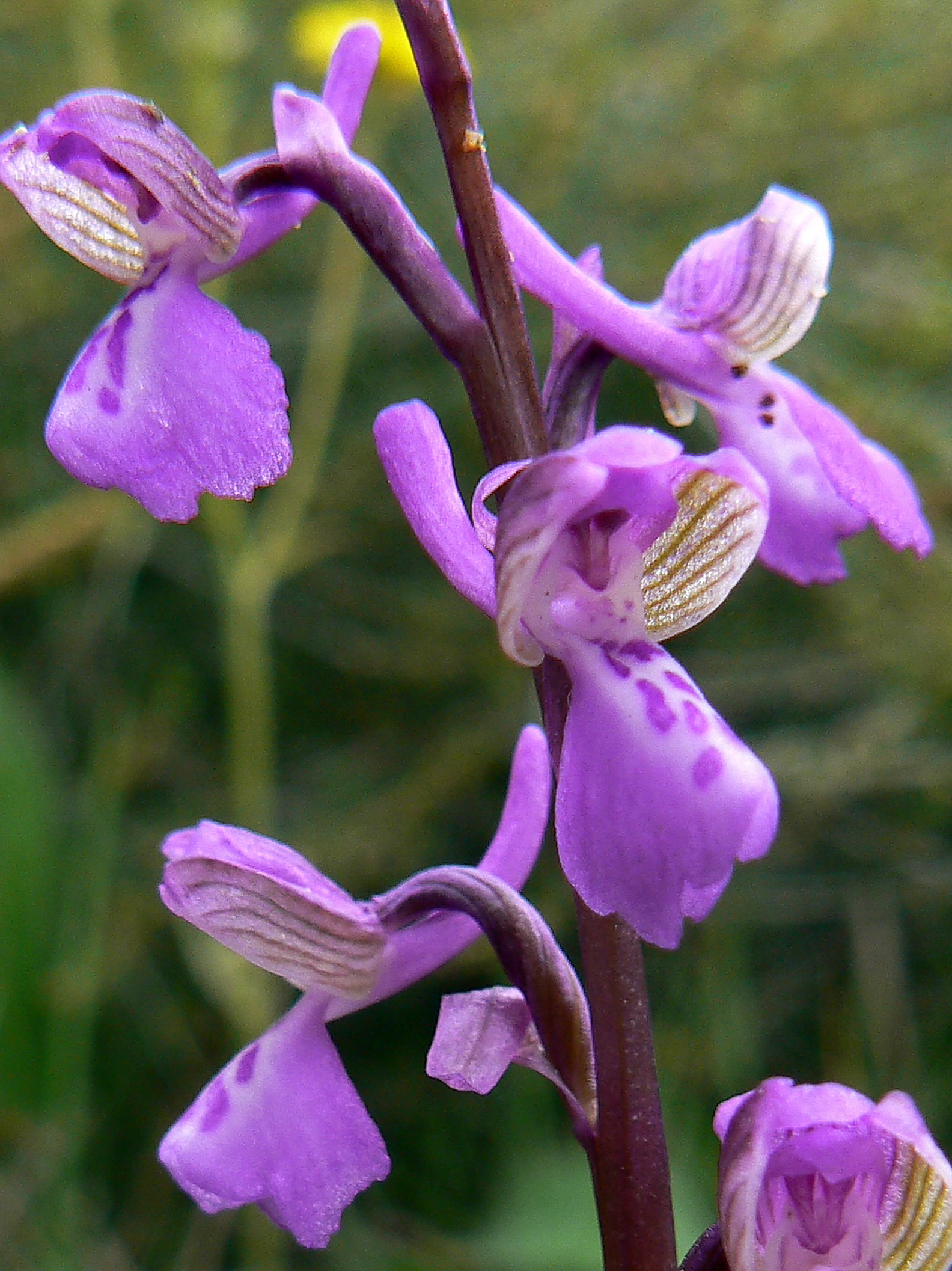
Orchis orné, Orchis morio.

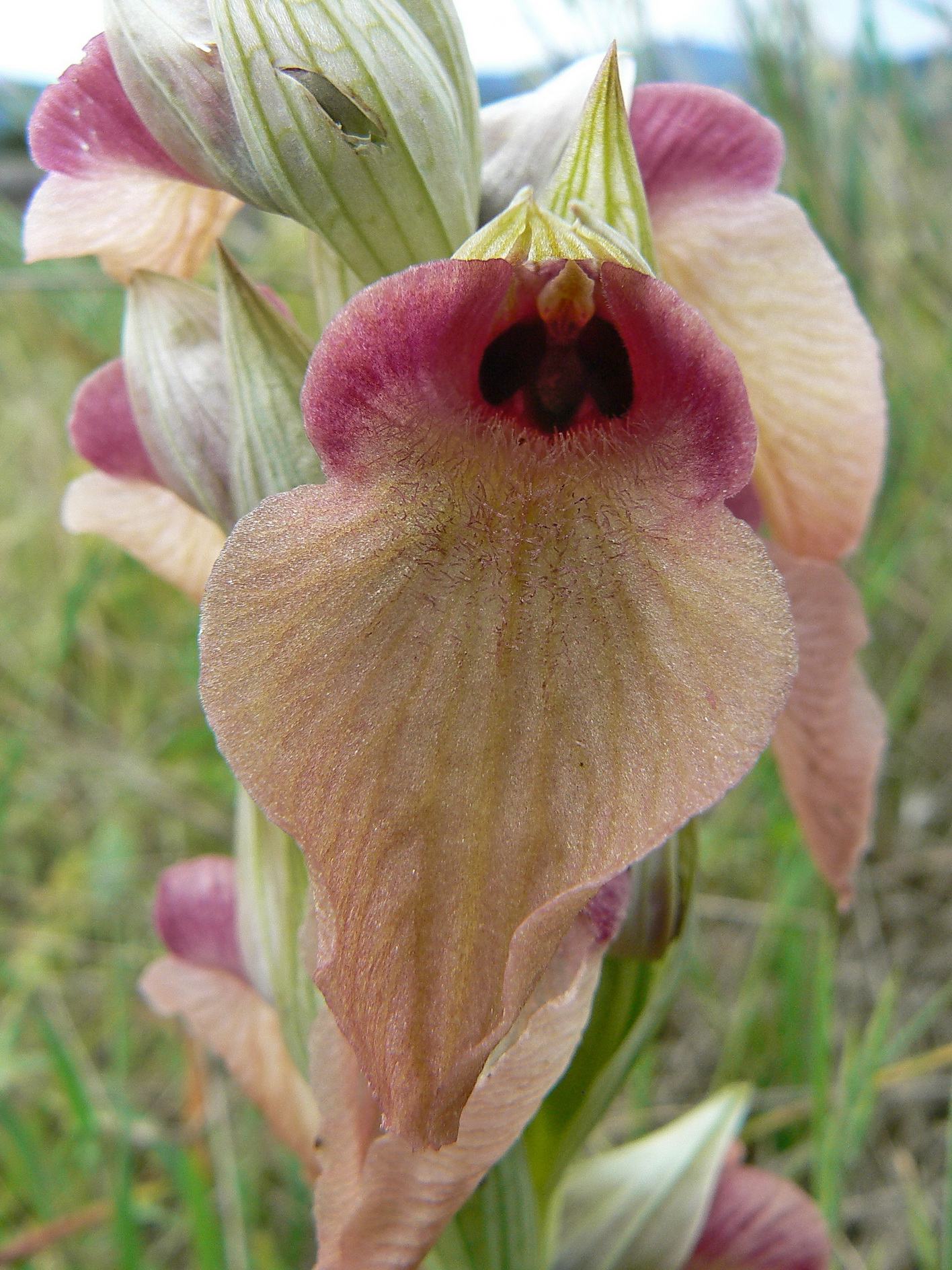
Sérapias méconnu, (Serapias neglecta).

Pour l'essentiel, les roches du massif des Maures sont des roches très anciennes formées entre la fin du Protérozoïque et la fin du Paléozoïque. Il s'agit de roches cristallophylliennes et cristallines.

### Flore
Les divers habitats, qui composent la Plaine des Maures (maquis bas à Callune, maquis haut à Bruyères arborescentes, chênaies, pinèdes, mares temporaires ou encore dalles rocheuses), abritent une riche flore patrimoniale. Plus de 130 espèces protégées y sont répertoriées parmi lesquelles 30 espèces d’orchidées (Serapias, Ophrys, Spiranthes), des fougères (Isoètes de Durieu, Ophioglosses), des mousses rares ainsi que des endémiques qui en font sa singularité floristique nationale.

### Faune

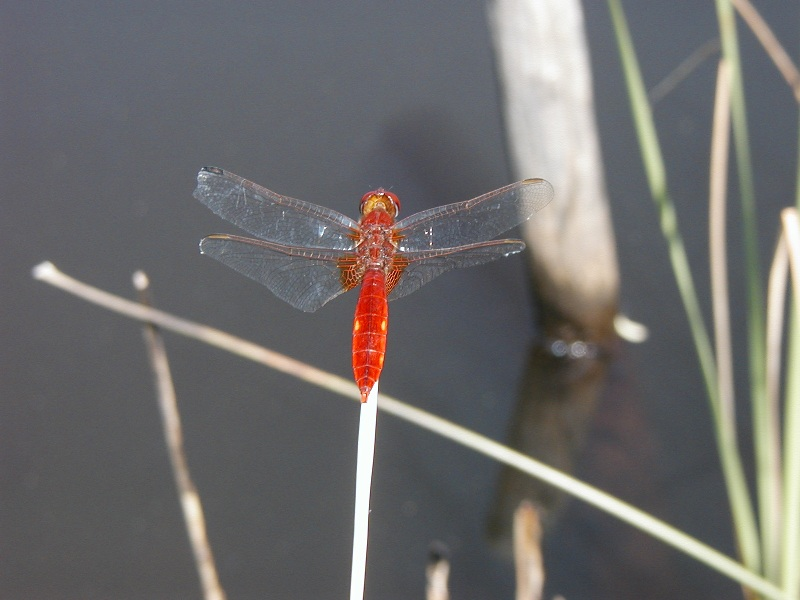
Libellule écarlate

Avant aout 2021, date à laquelle une grande partie de la réserve a brûlé sur environ la moitié de sa superficie, elle abritait 241 espèces animales d'intérêt faunistique.
Les maquis sont fréquentés par le Guêpier d'Europe, l'Alouette lulu, le Hibou petit-duc, le Grand corbeau, la Chouette hulotte, la Pie-grièche à tête rousse… Sur les étangs et mares séjournent le Grèbe castagneux, le Busard des roseaux, les Bécassines, le Martin pêcheur, les Hérons cendré et pourpré, la poule d'eau, le râle d'eau, etc. On peut voir également la Huppe fasciée et le Loriot d'Europe.
Les mares et ruisselets temporaires constituent également une zone d'alimentation, d'abreuvement et de ponte pour plusieurs espèces de batraciens et de reptiles notamment la Salamandre tachetée, le Crapaud calamite, la Grenouille agile, la Rainette méridionale, la Couleuvre d'Esculape, la Couleuvre de Montpellier, la Couleuvre verte et jaune, la Couleuvre vipérine... mais surtout cette réserve constitue le plus grand habitat protégé de la Tortue d'Hermann (classée vulnérable sur la Liste rouge nationale des espèces menacées, qui, après avoir vécu durant 35 millions d’années ne survit plus que dans ce massif, hors de Corse en dépit de mesures de suivi et de protection datant au moins des années 1980). On y trouve aussi la Cistude d'Europe et le Lézard ocellé, deux autres reptiles en voie de disparition.
L'incendie "hors norme" (le plus grave incendie en France depuis 2003) qui a ravagé plus de 8000 hectares de biotopes théoriquement protégés par la réserve a fortement affecté cette faune.

## État, pressions ou menaces, réponses
Les principales menaces pesant sur la Plaine des Maures sont la consommation prévisible d’espace liée à l’extension urbaine et aux infrastructures, le risque incendie accentué par le microclimat sec, l'artificialisation des milieux (le départ de l'incendie de 2021 a été une aire d'autoroute) et la localisation périurbaine du secteur, l'intensification des pratiques agricoles  et le développement anarchique des activités de pleine nature.

## Intérêt touristique et pédagogique
Un sentier fait le tour du lac des Escarcets où des panneaux d'information sont en place, ainsi qu'en bordure de route sur le site.

## Administration, plan de gestion, règlement
La réserve naturelle était gérée initialement par le Conseil départemental du Var. Depuis le 1er août 2022, elle est gérée par la Société nationale de protection de la nature.
La réglementation prévue a été adaptée aux enjeux et spécificités du territoire de la Plaine des Maures, afin de prendre en compte les activités humaines qui ont contribué à façonner et préserver ce territoire. Elle permettra leur maintien et leur évolution vers des pratiques encore plus durables et respectueuses du patrimoine naturel.

### Outils et statut juridique
La Plaine des Maures a été classée en réserve naturelle nationale par le décret n° 2009-754 du 23 juin 2009. Il s'agit de la première réserve du département du Var. 
Le périmètre de la réserve naturelle s'inscrit également dans le site Natura 2000 composé du SIC « la Plaine et le Massif des Maures » et de la ZPS « Plaine des Maures ».
Un APPB a été mis en place à proximité de la réserve afin de garantir l’équilibre biologique des milieux et la conservation des biotopes de la Tortue d’Hermann.